# Kup Maršala Tita 1989-1990
La Kup Maršala Tita 1989-1990 fu la 42ª edizione della Coppa di Jugoslavia. Un totale di 5378 squadre provenienti da tutte le repubbliche e province parteciparono alla competizione.
Il detentore era il Partizan. Il trofeo fu vinto dalla Stella Rossa, che sconfisse in finale l'Hajduk Spalato, realizzando così il double campionato-coppa nazionale. Il trofeo, conquistato dai bianco-rossi per la 12ª volta, è stato consegnato da Bogić Bogićević, un membro della Presidenza jugoslava.

## Qualificazioni
```
Queste alcune partite di qualificazione della Coppa di 
Voivodina
[
3
]

Banat Čenta - OKK Kikinda         0-7
OFK Kikinda - Proleter Zrenjanin  6-0
```

## Squadre qualificate
Le 18 partecipanti della Prva Liga 1988-1989 sono qualificate di diritto. Le altre 14 squadre (in giallo) sono passate attraverso le qualificazioni. La coppa montenegrina non è stata disputata, così il posto della vincente è andato ad una selezione dell'esercito con sede a Belgrado.

## Sedicesimi di finale
| Squadra 1                   | Risultato             | Squadra 2             |
| --------------------------- | --------------------- | --------------------- |
| 26 luglio 1989              |                       |                       |
| (3) Sileks Kratovo          | 2 – 1                 | Željezničar (1)       |
| 1 agosto 1989               |                       |                       |
| (3) Jugokeramika Zaprešić   | 2 – 0                 | Radnički Niš (1)      |
| 2 agosto 1989               |                       |                       |
| (3) Bačka B. Palanka        | 0 – 4                 | Rad Belgrado (1)      |
| (2) Čelik Zenica            | 0 – 0 (dts) (2-4 dtr) | Vojvodina (1)         |
| (1) Dinamo Zagabria         | 3 – 0                 | Napredak Kruševac (2) |
| (3) Maribor                 | 0 – 1                 | Spartak Subotica (1)  |
| (2) OFK Belgrado            | 1 – 2                 | Vardar (1)            |
| (3) Orijent                 | 0 – 1                 | Rijeka (1)            |
| (1) Stella Rossa            | 8 – 2                 | Liria (2)             |
| (1) Sarajevo                | 2 – 0                 | Sloboda Užice (2)     |
| (x) Selezione JNA           | 2 – 5                 | Partizan (1)          |
| (1) Sloboda Tuzla           | 3 – 2                 | Dinamo Vinkovci (2)   |
| (1) Velež Mostar            | 3 – 1                 | Borac Čačak (2)       |
| (x) Vratnik Sarajevo        | 0 – 1                 | Osijek (1)            |
| (3) Vrbas                   | 0 – 3                 | Hajduk Spalato (1)    |
| (x) Guber Srebrenica        | 1 – 1 (dts) (3-2 dtr) | Budućnost (1)         |
| RIPETIZIONE, 16 agosto 1989 |                       |                       |
| (x) Guber Srebrenica        | 1 – 2                 | Budućnost (1)         |

## Ottavi di finale
| Squadra 1                 | Totale          | Squadra 2           | Andata     | Ritorno    |
| ------------------------- | --------------- | ------------------- | ---------- | ---------- |
|                           |                 |                     | 09.08.1989 | 16.08.1989 |
| (1) Hajduk Spalato        | 0 – 0 (7-6 dtr) | Rad Belgrado (1)    | 0 – 0      | 0 – 0      |
| (3) Jugokeramika Zaprešić | 1 – 2           | Osijek (1)          | 1 – 0      | 0 – 2      |
| (1) Stella Rossa          | 7 – 1           | Vojvodina (1)       | 6 – 0      | 1 – 1      |
| (3) Sileks Kratovo        | 1 – 1 (5-3 dtr) | Sarajevo (1)        | 1 – 0      | 0 – 1      |
| (1) Spartak Subotica      | 0 – 1           | Velež Mostar (1)    | 0 – 0      | 0 – 1      |
| (1) Vardar                | 5 – 3           | Rijeka (1)          | 3 – 0      | 2 – 3      |
|                           |                 |                     | 27.09.1989 | 04.10.1989 |
| (1) Sloboda Tuzla         | 2 – 3           | Budućnost (1)       | 2 – 0      | 0 – 3      |
|                           |                 |                     | 04.10.1989 | 22.11.1989 |
| (1) Partizan              | 4 – 2           | Dinamo Zagabria (1) | 3 – 2      | 1 – 0      |

## Quarti di finale
| Squadra 1          | Totale | Squadra 2          | Andata     | Ritorno    |
| ------------------ | ------ | ------------------ | ---------- | ---------- |
|                    |        |                    | 25.10.1989 | 08.11.1989 |
| (1) Stella Rossa   | 8 – 1  | Budućnost (1)      | 5 – 1      | 3 – 0      |
| (3) Sileks Kratovo | 2 – 5  | Osijek (1)         | 1 – 1      | 1 – 4      |
| (1) Vardar         | 1 – 5  | Hajduk Spalato (1) | 0 – 4      | 1 – 1      |
|                    |        |                    | 29.11.1989 | 06.12.1989 |
| (1) Velež Mostar   | 2 – 3  | Partizan (1)       | 1 – 2      | 1 – 1      |

## Semifinali
| Squadra 1        | Totale | Squadra 2          | Andata     | Ritorno    |
| ---------------- | ------ | ------------------ | ---------- | ---------- |
|                  |        |                    | 18.04.1990 | 03.05.1990 |
| (1) Osijek       | 2 – 8  | Hajduk Spalato (1) | 0 – 3      | 2 – 5      |
| (1) Stella Rossa | 4 – 3  | Partizan (1)       | 1 – 0      | 3 – 3      |

## Finale
| Arbitro: | Goce Popev (Skopje) |

|            |           |  |
| Pančev 12’ | Marcatori |  |

| Stella Rossa | Hajduk Spalato |

| P                   | 1  | Stevan Stojanović    |
| D                   | 2  | Goran Jurić          |
| D                   | 3  | Slobodan Marović     |
| C                   | 4  | Vlada Stošić         |
| D                   | 5  | Miodrag Belodedici   |
| D                   | 6  | Ilija Najdoski       |
| C                   | 7  | Robert Prosinečki    |
| A                   | 8  | Dejan Savićević      |
| A                   | 9  | Darko Pančev         |
| C                   | 10 | Dragan Stojković     |
| D                   | 11 | Refik Šabanadžović   |
| A disposizione:     |    |                      |
| P                   | 12 | Marko Simeunović     |
| DF                  | 13 | Duško Radinović      |
| C                   | 14 | Dragan Kanatlarovski |
| A                   | 15 | Vladan Lukić         |
| A                   | 16 | Mitar Mrkela         |
| Allenatore:         |    |                      |
| Dragoslav Šekularac |    |                      |

| P               | 1  | Ivan Pudar      |  |     |
| D               | 2  | Mili Hadžiabdić |  |     |
| D               | 3  | Darko Dražić    |  |     |
| D               | 4  | Slaven Bilić    |  |     |
| D               | 5  | Nikola Jerkan   |  |     |
| D               | 6  | Igor Štimac     |  | 55’ |
| C               | 7  | Joško Jeličić   |  | 81’ |
| C               | 8  | Dragutin Čelić  |  |     |
| C               | 9  | Robert Jarni    |  |     |
| C               | 10 | Aljoša Asanović |  |     |
| A               | 11 | Alen Bokšić     |  |     |
| A disposizione: |    |                 |  |     |
| P               | 12 | Mladen Pralija  |  |     |
| D               | 13 | Grgica Kovač    |  |     |
| C               | 14 | Goran Vučević   |  | 55’ |
| D               | 15 | Damir Jurković  |  |     |
| A               | 16 | Bernard Barnjak |  | 81’ |
| Allenatore:     |    |                 |  |     |
| Luka Peruzović  |    |                 |  |     |